# Kama Sutra

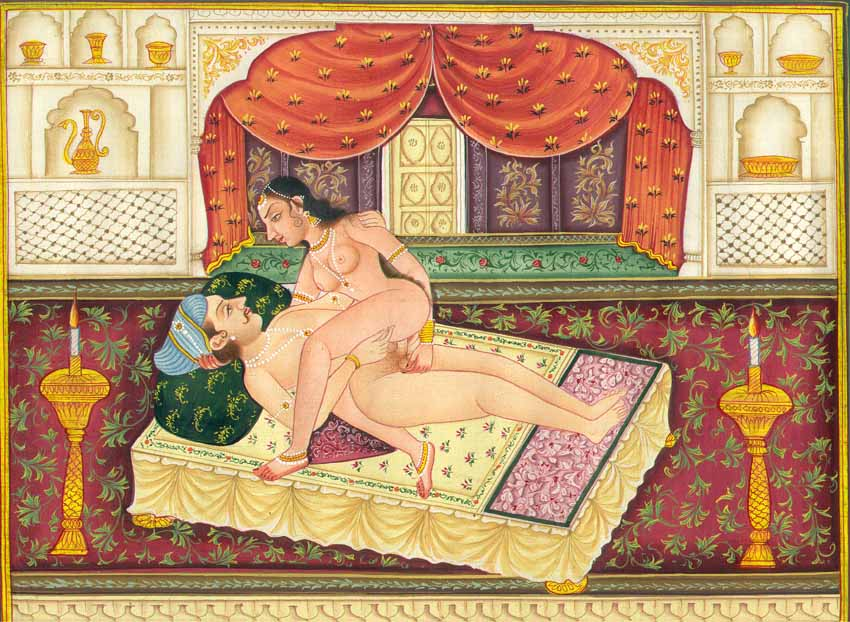
Bức tranh mô tả một tư thế giao hợp trong Kamasutra

Kama Sutra (/ˈkɑːmə ˈsuːtrə/; tiếng Phạn: कामसूत्र, pronunciationⓘ, Kāmasūtra) là một tác phẩm của nền văn minh Ấn Độ cổ đại viết bằng tiếng Phạn nội dung viết về tình dục, khoái lạc và thực hành cảm xúc trong cuộc sống. Người được xem là tác gia của tác phẩm này là Mallanaga Vatsyayana, Kama Sutra không chỉ đơn thuần viết về quan hệ tình dục mà còn được viết như một tác phẩm hướng dẫn về "nghệ thuật sống", bản chất của tình yêu, tìm bạn đời, duy trì tình yêu cuộc sống và các khía cạnh khác liên quan tới tri thức hướng đến niềm vui của đời người.
Kama Sutra là tác phẩm Ấn Độ giáo lâu đời nhất còn tồn tại viết về nội dung khiêu dâm. Đó là một tác phẩm kinh điển với những câu thơ cách ngôn ngắn gọn còn tồn tại đến nay với các bhasya khác nhau (giải thích và bình luận). Tác phẩm là sự kết hợp của thơ văn xuôi và anustubh. Văn bản thừa nhận khái niệm Puruṣārtha của Ấn Độ giáo, và liệt kê ham muốn, tình dục và sự thỏa mãn cảm xúc là một trong những mục tiêu đúng đắn của cuộc sống. Các chương của nó thảo luận về các phương pháp tán tỉnh, đào tạo nghệ thuật để gắn kết xã hội, tìm bạn đời, tán tỉnh, duy trì sức khỏe trong cuộc sống hôn nhân, khi nào và làm thế nào để ngoại tình, tư thế quan hệ tình dục và các chủ đề khác. Phần lớn nội dung của cuốn sách là về triết lý và lý thuyết tình yêu, những gì kích thích ham muốn, những gì duy trì ham muốn đó và làm thế nào cũng như khi nào điều đó tốt hay có hại.
Văn bản này là một trong nhiều văn bản của Ấn Độ về Kama Shastra. Đây là một tác phẩm được dịch ra nhiều thứ tiếng. Kama Sutra đã ảnh hưởng nhiều tác phẩm tương tự từ sau thế kỷ thứ 4, cũng như nghệ thuật Ấn Độ được minh họa bởi sự hiện diện phổ biến phù điêu Kama và các tác phẩm điêu khắc ở các ngôi đền Hindu. Trong số này, Khajuraho ở Madhya Pradesh là một di sản thế giới của UNESCO. Trong số những ngôi đền còn sót lại ở phía bắc Ấn Độ, một ngôi đền ở Rajasthan đã vẽ lên tất cả các chương và tư thế tình dục để minh họa cho Kama Sutra. Theo Wendy Doniger, Kama Sutra đã trở thành "một trong những cuốn sách dịch sang tiếng Anh sớm nhất" khi nó được xuất bản vào năm 1883 bởi Richard Burton. Ấn bản tại châu Âu đầu tiên này của Burton không phản ánh trung thực nhiều về Kama Sutra vì ông đã sửa đổi bản dịch hợp tác giữa Bhagavanlal Indrajit và Shivaram Parashuram Bhide với Forster Arbuthnot để phù hợp với thị hiếu của thời kỳ Victoria thế kỷ 19.

## Ngày viết, tác giả, lịch sử

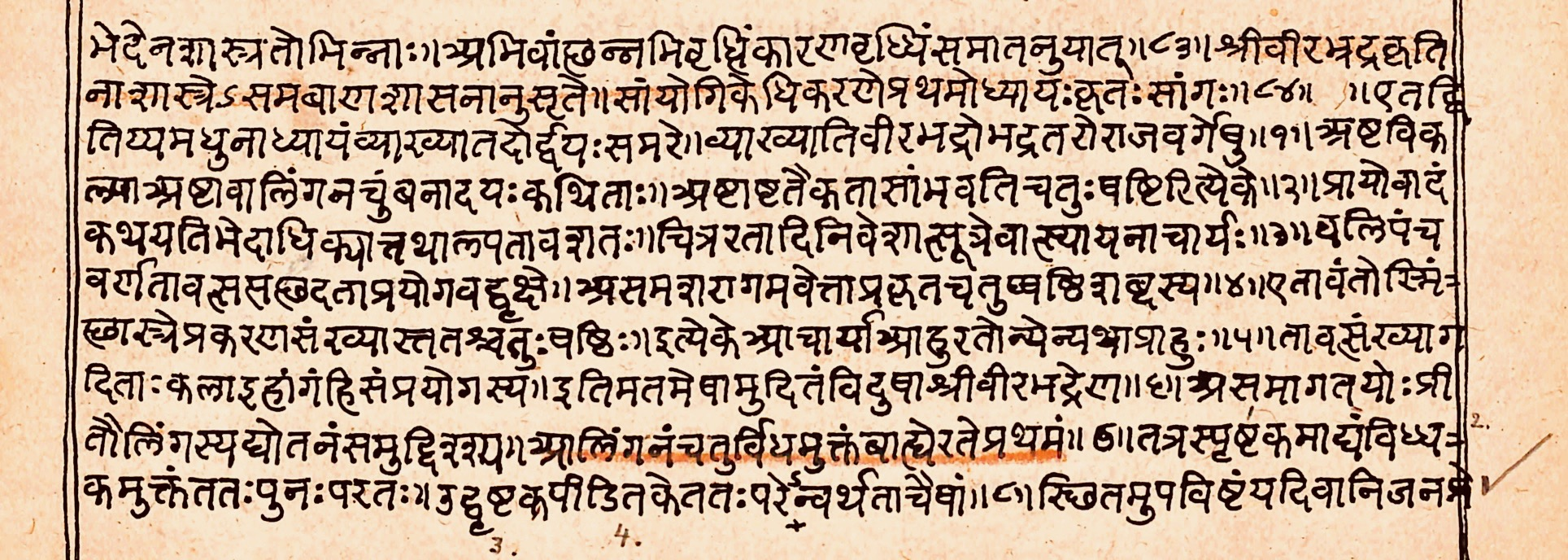
Một trang bản thảo Kamasutra được lưu giữ trong hầm của ngôi đền Hindu Raghunatha ở Jammu & Kashmir.

Thời điểm viết văn bản gốc đầu tiên của Kama Sutra đến nay vẫn chưa biết. Các nhà sử học đã phỏng đoán trong khoảng từ 400 TCN đến 300 SCN. Theo John Keay, một bản sơ thảo Kama Sutra với nội dung gần giống ngày nay cõ lẽ được viết vào thế kỷ thứ 2 sau Công nguyên. Ngược lại, theo nhà nghiên cứu Ấn Độ học Wendy Doniger một tác giả đồng biên dịch Kama Sutra và xuất bản thành nhiều bài viết bằng văn bản tiếng Hindu, thì phiên bản hiện nay của Kama Sutra phải được sáng tác và sửa đổi sau năm 225 vì nó đề cập đến Abhiras và triều đại Andhras vốn dĩ không cùng cai trị khu vực chính của Ấn Độ cổ đại trước thời điểm đó. Văn bản không hề đề cập đến Đế chế Gupta cai trị các khu vực đô thị lớn của Ấn Độ thời kỳ cổ đại, phác họa nghệ thuật Ấn Độ cổ đại, văn hóa và kinh tế Hindu từ thế kỷ thứ 4 đến thế kỷ thứ 6. Vì những lý do này, Kama Sutra phải được viết từ nửa sau của thế kỷ thứ 3.
Địa điểm sáng tác của Kama Sutra cũng chưa biết rõ. Có khả năng là các trung tâm đô thị ở phía bắc hoặc tây bắc Ấn Độ cổ đại, xen kẽ ở khu đô thị phía đông Pataliputra (ngày nay là Patna).
Vatsyayana Mallanaga là tác giả được chấp nhận rộng rãi hiện nay bởi vì tên của ông được gắn với mục lục, nhưng không ai biết gì về ông. Vatsyayana nói rằng ông đã viết tác phẩm sau thời gian dài thiền định. Trong lời nói đầu, Vatsyayana thừa nhận rằng ông đã chắt lọc nhiều văn bản cổ, nhưng những điều này là không có thật. Ông trích dẫn công việc của những người khác mà ông gọi là "giáo viên" và "học giả", và các văn bản dài của Auddalaki, Babhravya, Dattaka, Suvarnanabha, Ghotakamukha, Gonardiya, Gonikaputra, Charayana và Kuchumara. Kama Sutra của Vatsyayana được đề cập và một số câu nói được trích dẫn trong Brihatsamhita của Varahamihira, cũng như những bài thơ của Kalidasa. Điều này cho thấy ông sống trước thế kỷ 5.

## Nền tảng

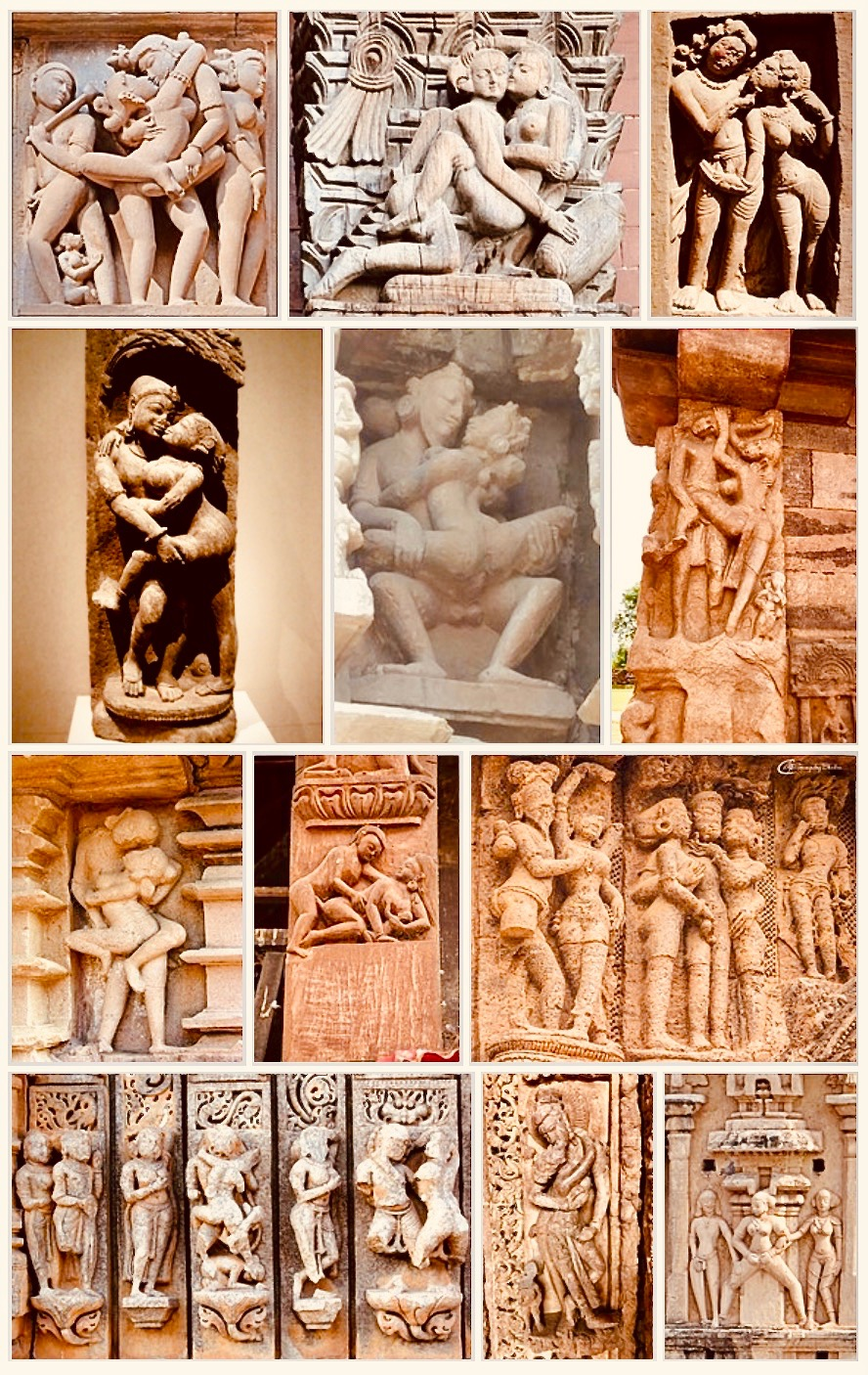
Nghệ thuật liên quan đến Kama là rất phổ biến trong các ngôi đền Hindu. Những cảnh bao gồm tán tỉnh, các cặp đôi yêu đương trong những cảnh thân mật (mithuna) hoặc một tư thế tình dục. Trên: Các ngôi đền có từ thế kỷ thứ 6 đến thế kỷ 14 ở Madhya Pradesh, Uttar Pradesh, Rajasthan, Gujarat, Karnataka, Chhattisgarh, Odisha, Tamil Nadu, Andhra Pradesh và Nepal.

Truyền thống Ấn Độ giáo có khái niệm Puruṣārtha nêu ra "bốn mục tiêu chính của cuộc sống". Cho rằng mỗi con người đều có bốn mục tiêu phù hợp cần thiết và đầy đủ về một cuộc sống hạnh phúc và trọn vẹn:
- Pháp - biểu thị các hành vi được coi là phù hợp với Ṛta (quy tắc, chân lý), trật tự của cuộc sống và vũ trụ,[26] bao gồm các nghĩa vụ, quyền, luật pháp, hạnh kiểm, đạo đức và "cách sống đúng đắn".[27] Pháp của Ấn Độ giáo bao gồm các nghĩa vụ tôn giáo, quyền và nghĩa vụ đạo đức của mỗi cá nhân, cũng như các hành vi được phép trong trật tự xã hội, hành vi đúng đắn và ý niệm đạo đức.[27] Pháp, theo Van Buitenen,[28] là điều mà tất cả chúng sinh hiện tại phải chấp nhận và tôn trọng nhằm duy trì sự hài hòa và trật tự trên thế giới. Đó là trạng thái mà theo Van Buitenen, phải theo đuổi và thực hiện như lẽ tự nhiên, tiếng gọi đúng đắn của một con người, và đó là vai trò sống trong vũ trụ này.[28]
- Artha - biểu thị "ý nghĩa của cuộc sống", các hoạt động và của cải cho phép một người sống trong tình trạng mà người đó mong muốn.[29] Artha kết hợp sự giàu có, sự nghiệp, hoạt động để kiếm sống, an ninh tài chính và thịnh vượng kinh tế. Việc theo đuổi artha đúng cách được coi là mục tiêu quan trọng của đời sống con người trong Ấn Độ giáo.[30][31]
- Kama - biểu thị ham muốn, ước muốn, đam mê, cảm xúc, khoái cảm của giác quan, hưởng thụ cái đẹp của cuộc sống, tình cảm, hoặc tình yêu, có hoặc không có tình dục.[32] Gavin Flood giải thích[33] kāma là "tình yêu" mà không phạm pháp (trách nhiệm đạo đức), artha (thịnh vượng vật chất) và một hành trình hướng tới Giải thoát (giải thoát tâm linh).
- Giải thoát - biểu thị sự giải phóng, tự do hoặc phóng thích.[34] Trong một số trường phái của Ấn Độ giáo, "giải thoát" bao hàm sự tự do thoát khỏi saṃsāra, vòng luân hồi của chết và tái sinh, ở những trường phái khác, "giải thoát" bao hàm sự tự do, tự hiểu biết, tự ý thức và giải thoát trong cuộc sống này.[35][36]

Mỗi mục tiêu theo đuổi này đã trở thành một chủ đề nghiên cứu và dẫn đến tiếng Phạn trở nên phát triển và vài ngôn ngữ văn học Prakrit ở Ấn Độ thời cổ đại. Cùng với Dharmasastras, Arthasastras và Mokshasastras, Kamasastras đã được lưu trữ trong các bản thảo lá cọ. Kamasutra thuộc thể loại văn bản Kamasastra. Các ví dụ khác về các tác phẩm tiếng Phạn của Ấn Độ giáo có nội dung tình dục và cảm xúc bao gồm Ratirahasya (được gọi là Kokashastra trong một số văn tự của Ấn Độ), Anangaranga, Nagarasarvasva, Kandarpachudmani và Panchasayaka. Chủ đề xác định của văn học Kamasastra Ấn Độ, mà theo Laura Desmond - một nhà nhân chủng học và giáo sư nghiên cứu tôn giáo, là "trải nghiệm cảm giác hài hòa" từ mối quan hệ tốt giữa "bản thân và thế giới", bằng cách khám phá và tăng cường khả năng cảm nhận "ảnh hưởng và bị ảnh hưởng bởi thế giới". Vatsyayana chủ yếu thảo luận về Kama cùng với mối quan hệ của Kama với Pháp và Artha. Ông đề cập đến mục đích thứ tư của cuộc sống trong một số câu thơ.

### Di sản Vệ đà
Những nền tảng đầu tiên của kamasutra được tìm thấy trong văn học thời kỳ Vệ Đà của Ấn Độ giáo. Vatsyayana thừa nhận di sản này trong nội dung 1.1.9 của văn bản vị trí mà ông gọi với cái tên là Shvetaketu Auddalaki là "tác giả đầu tiên của loài người về kamasutra". Auddalaki là một Áo nghĩa thư rishi (nhà thơ học giả, nhà hiền triết), người có những ý tưởng được ghi lại trong Brihadaranyaka Upanishad ở phần 6.2, và Chandogya Upanishad trong các nội dung từ 5.3 đến 5.10. Kinh điển Ấn Độ giáo này có niên đại khoảng giữa 900 TCN và 700 TCN, theo nhà nghiên cứu Ấn Độ học và học giả tiếng Phạn Patrick Olivelle. Giống với tri thức trong Ātman (bản thân, linh hồn) và khái niệm bản thể học của Brahman, những nhà Áo nghĩa thư đầu tiên này thảo luận về cuộc sống, hoạt động của con người và về bản chất của sự tồn tại như một hình thức tôn sùng nội tâm, trong đó giới tính và tình dục được tạo tác thành một hình thức nghi lễ tâm linh yajna (nghĩa: lửa hiến dâng, Agni) và tràn ngập về phương diện tâm linh:

Một ngọn lửa – chính là người phụ nữ, Gautama.

củi là âm hộ của cô,

khói là lông mu của cô,

lửa là âm đạo của cô,

khi một người xâm nhập vào cô, đó là than hồng của cô,

và tia lửa của cô là cao trào.

Trong ngọn lửa các vị thần dâng tinh dịch,

và từ đó hiến cho người đàn ông.
– Brihadaranyaka Upanishad 6.2.13, ~700 trước Công Nguyên, Dịch sang Anh ngữ: Patrick Olivelle

Theo nhà Ấn Độ học De, có một quan điểm mà Doniger cũng đồng ý, một trong nhiều bằng chứng cho thấy kamasutra bắt đầu trong văn học tôn giáo của thời kỳ Vệ Đà, những ý tưởng cuối cùng đã được tinh chỉnh và chắt lọc thành một tác phẩm kinh điển của Vatsyayana. Theo Doniger, văn bản mẫu này ghi lại thú vui, niềm vui và tình dục như một hành vi dharmic bắt đầu trong "sự phàm tục, tác phẩm rực rỡ có tên gọi là Rigveda" của người theo Ấn Độ giáo. Kamasutra và việc tiến hành quan hệ tình dục, khoái lạc tình dục và khoái cảm là một phần không thể thiếu trong những môi trường tôn giáo ở Ấn Độ giáo và khá phổ biến trong các đền thờ của họ.

### Sử thi
Mối quan hệ giữa người với nhau, tình dục và sự thỏa mãn về cảm xúc là một phần quan trọng trong văn học tiếng Phạn sau Vệ Đà với vai trò là sử thi chính của Ấn Độ giáo: Mahabharata và Ramayana. Quan điểm của người Ấn Độ cổ đại được dẫn theo Johann Meyer, rằng tình yêu và tình dục là một nhu cầu thú vị. Mặc dù phụ nữ e dè và chọn lựa, "một người phụ nữ có nhu cầu rất lớn về surata (cảm nhận hoặc khoái cảm tình dục)" và "người phụ nữ có khuynh hướng tình dục mạnh mẽ hơn nhiều, cũng như niềm vui trong hành động tình dục của phụ nữ lớn hơn đàn ông".

## Bản thảo
Bản thảo Kamasutra đã tồn tại trong nhiều phiên bản khác nhau trên khắp tiểu lục địa Ấn Độ. Trong khi cố gắng để có được một bản dịch tiếng Phạn văn bản kama-sastra Anangaranga vốn được người Ấn giáo dịch rộng rãi bằng nhiều ngôn ngữ trong các khu vực như Marathi, các cộng sự của nhà Đông phương học Richard Burton đã tình cờ đọc được các phần của bản thảo Kamasutra. Họ ủy thác cho học giả tiếng Phạn Bhagvanlal Indraji tìm kiếm một bản thảo Kamasutra hoàn chỉnh và biên dịch. Indraji thu thập các bản thảo dị bản trong các thư viện và đền thờ của Varanasi, Kolkata và Jaipur. Burton đã xuất bản một bản dịch tiếng Anh qua chỉnh sửa từ các bản thảo này, nhưng không phải là một phiên bản của Kamasutra tiếng Phạn.
Theo SC Upadhyaya, người được biết đến với hoạt động nghiên cứu học thuật từ năm 1961 và có bản dịch chính xác hơn về Kamasutra, ông nói có những vấn đề với các bản thảo đã tồn tại và các dị bản theo thời gian. Điều này được xác nhận bởi các văn bản Ấn Độ giáo khác có từ thiên niên kỷ thứ 1 TCN, nội dung về kama có đề cập và trích dẫn Kamasutra, nhưng nhiều câu nói trong Kamasutra mà theo các tác giả lịch sử "không được tìm thấy trong văn bản của Kamasutra" hiện nay.

## Nội dung
Kama Sutra của Vatsyayana ghi 1250 câu, được chia thành 36 chương trong 64 phần, được hệ thống thành 7 cuốn sách. Tuyên bố này được ghi lại trong chương mở đầu của tác phẩm, một thông lệ phổ biến trong các văn bản Hindu cổ, có khả năng bao gồm để ngăn chặn sự thêm thắt nội dung và trái phép của tác phẩm dị bản. Tác phẩm ngày nay gồm có 67 phần, và danh sách này được liệt kê trong Quyển 7 cũng như trong bình luận tiếng Phạn của Yashodhara (bhasya) nằm trong tác phẩm.
Kamasutra sử dụng sự pha trộn của văn xuôi và thơ, và tường thuật theo dạng tiểu thuyết ấn tượng với hai nhân vật được gọi là nayaka (người đàn ông) và nayika (phụ nữ), được hỗ trợ bởi các nhân vật được gọi là pitamarda (trụy lạc), vita (người mai mối) và vidushaka (kẻ pha trò). Định dạng này tuân theo những lời dạy được tìm thấy trong kinh điển tiếng Phạn có tên là Natyasastra. Giáo lý và thảo luận được tìm thấy trong Kamasutra kết hợp rộng rãi với thần thoại và truyền thuyết Ấn Độ giáo cổ đại.
| Quyển. Chương | Những câu thơ          | Chủ đề |
| 1             |                        | Nhận xét chung |
| 1.1           | 1–24                   | Lời nói đầu, lịch sử văn học kama, phác thảo nội dung |
| 1.2           | 1–40                   | Độ tuổi thích hợp để tìm hiểu kama, ba mục tiêu của cuộc sống: pháp, Artha, Kama; mối quan hệ thiết yếu của chúng, là câu hỏi tự nhiên của con người |
| 1.3           | 1–22                   | Chuẩn bị cho kama, sáu mươi bốn nghệ thuật để có chất lượng cuộc sống tốt hơn, làm thế nào các cô gái có thể học và đào tạo theo các nghệ thuật này, lợi ích suốt đời của chúng và đóng góp cho kama tốt hơn |
| 1.4           | 1–39                   | Cuộc sống của một quý ông thành thị, thói quen làm việc, giải trí và lễ hội, thể thao, dã ngoại, xã hội hóa, trò chơi, giải trí và uống rượu, tìm sự giúp đỡ (sứ giả, bạn bè, người giúp đỡ) để cải thiện thành công về kama, những lựa chọn cho quý ông nông thôn, những gì đừng bao giờ làm trong việc theo đuổi kama của họ |
| 1.5           | 1–37                   | Các kiểu phụ nữ, tìm bạn tình, quan hệ tình dục, là người yêu, là phụ nữ chung thủy, dễ dãi, ngoại tình và khi nào nên làm điều đó, những người phụ nữ bị cấm phải tránh né, thoải mái với người đưa tin và người giúp đỡ, những điều ít và đừng nên trong cuộc sống |
| 2             |                        | Tiến triển ham mê / nhóm tình dục |
| 2.1           | 1–45                   | Mối quan hệ tình dục và niềm vui của tình dục, độc đáo của mỗi người tình, tính khí, kích cỡ, sức chịu đựng, màn dạo đầu, loại tình yêu và người yêu, thời gian của tình dục, loại cao trào, sự thân mật, niềm vui |
| 2.2           | 1–31                   | Tìm hiểu xem người quan tâm mình, trò chuyện, màn dạo đầu và màn chuẩn bị, chạm vào nhau, xoa bóp, ôm hôn |
| 2.3–5         | 1–32, 1–31, 1–43       | Hôn, hôn ở đâu và như thế nào, trêu chọc nhau và các trò chơi, tín hiệu và gợi ý cho người kia, giữ vệ sinh, chăm sóc răng, tóc, cơ thể, móng tay, các hình thức thân mật phi tình dục (gãi, chọc, hôn, ôm cô gái) |
| 2.6–10        | 1–52                   | Giao hợp, đó là gì và làm như thế nào, vị trí, phương pháp khác nhau, mang lại sự đa dạng, bình thường và khác thường, nói chuyện trước và trong lúc giao hợp (rên rỉ), tập quán và phong tục các vùng khác nhau, nhu cầu của đàn ông, nhu cầu của phụ nữ, các biến thể và sự ngạc nhiên, quan hệ tình dục bằng miệng cho phụ nữ, quan hệ tình dục bằng miệng cho nam giới, ý kiến, bất đồng, thử nghiệm với nhau, lần đầu tiên, tại sao sự hưng phấn tình dục mất dần, làm sống lại đam mê, cãi nhau, giữ tình dục thú vị, sáu mươi bốn phương pháp để tìm thấy hạnh phúc trong một mối quan hệ đã thắt chặt với nhau. |
| 3             |                        | Lấy vợ |
| 3.1           | 1–24                   | Hôn nhân, tìm đúng cô gái, nên tránh ai, thuyết phục ai, quyết định thế nào, tiến hành thế nào, lập quan hệ |
| 3.2–3         | 1–35, 1–32             | Gây dựng được lòng tin của cô ấy, tầm quan trọng của việc không vội vã và nhẹ nhàng, tiến tới cởi mở tình dục, làm thế nào để tiếp cận một người phụ nữ, tiến tới tình bạn, từ tình bạn đến sự thân mật, diễn giải những phản ứng khác nhau của một cô gái |
| 3.4–5         | 1–55, 1–30             | Gây dựng được lòng tin của anh ấy, biết người đàn ông và những thay đổi của anh ấy, làm thế nào một người phụ nữ có thể thay đổi, chiến thắng trái tim; sử dụng những tâm sự của người yêu, các kiểu hôn nhân, chính thức hóa hôn nhân, ly thân |
| 4             |                        | Nhiệm vụ và đặc quyền của người vợ |
| 4.1           | 1–48, 1-–30            | Làm vợ, sống, hành xử, quyền trong gia đình, nghĩa vụ khi chồng vắng nhà, gánh vác và gia đình chung, khi nào phải chịu trách nhiệm và khi nào không |
| 4.2           | 30–72                  | Tái hôn, không may mắn, hậu cung, chế độ đa thê |
| 5             |                        | Những người vợ khác của chồng |
| 5.1           | 1–56                   | Bản chất con người, xu hướng của đàn ông, xu hướng của phụ nữ, tại sao phụ nữ mất hứng thú và bắt đầu tìm kiếm người khác, tránh ngoại tình, theo đuổi ngoại tình, tìm phụ nữ quan tâm đến quan hệ tình dục ngoài hôn nhân |
| 5.2–5         | 1–28, 1–28, 1–66, 1–37 | Tìm kiếm nhiều người yêu, triển khai các sứ giả, nhu cầu của họ và làm thế nào để tìm những người đi đường tốt, làm quen, làm thế nào để vượt qua, tặng quà và yêu thích dấu hiệu cho biết, sắp xếp các cuộc gặp mặt, làm thế nào để tìm hiểu một cách tùy tiện nếu một phụ nữ sẵn sàng và quan tâm, cảnh báo và biết khi nào nên dừng lại |
| 5,6           | 1–48                   | Phụ nữ làm nghề mại dâm, cuộc sống của họ, những gì mong đợi và không, làm thế nào để tìm họ, làm tình tại chỗ, bảo vệ và tôn trọng họ |
| 5             |                        | Về hậu cung |
| 6.1           | 1–33                   | Người ở hậu cung, những gì thúc đẩy họ, làm thế nào để tìm kiếm bạn tình, quyết định nếu ai đó chỉ nên là một người bạn hoặc một người yêu, những người yêu nên tránh, có được một người yêu và giữ cho anh ta quan tâm |
| 6.2           | 1–76                   | Làm thế nào để làm hài lòng người yêu của bạn |
| 6.3           | 1–46                   | Làm người yêu phát điên vì bạn, làm sao để thoát khỏi anh ta nếu tình yêu cuộc sống không trọn vẹn |
| 6.4–5         | 1–43, 1–39             | Phương pháp khiến người yêu cũ quan tâm đến bạn một lần nữa, đoàn tụ, phương pháp, kiểm tra xem có đáng để bỏ công sức, loại người yêu, những điều cần xem xét |
| 6.6           | 1–53                   | Tại sao tình cảm trở nên lạnh nhạt, ví dụ, quen thuộc và nghi ngờ |
| 7             |                        | Nghi lễ huyền bí |
| 7.1–2         | 1–51, 1–51             | Ngắm nhìn cái đẹp, cảm thấy tốt, tại sao và làm thế nào để hấp dẫn, mê mẩn, độc ác, chú ý, chân thực và nhân tạo, nghệ thuật cơ thể và xỏ khuyên, chăm sóc bộ phận sinh dục, chất kích thích, đơn thuốc và nghi lễ khi cần |

## Tiếp nhận
Indira Kapoor, giám đốc của Tổ chức phụ huynh kế hoạch quốc tế (International Planned Parenthood Foundation), tuyên bố rằng Kamasutra là một chuyên luận về hành vi tình dục của con người và là một thành tựu cổ xưa nghiên cứu một cách nghiêm túc về tình dục cùng những thứ khác. Theo Kapoor, trích lời Jyoti Puri, thái độ của người Ấn Độ hiện nay rất khác nhau, với những quan niệm sai lầm, biểu lộ sự bối rối, thay vì tò mò và tự hào, khi họ phải đối mặt với các văn bản như Kamasutra, khiêu dâm và nghệ thuật khiêu dâm được thấy trong các đền thờ Hindu. Kamasutra, tuyên bố của Kapoor, phải được xem như một phương tiện để khám phá và cải thiện "sự tự tin và hiểu biết về cơ thể và cảm xúc của họ".
Kamasutra đã là một tài liệu tham khảo phổ biến về tác phẩm khiêu dâm cổ đại. Trên các phương tiện truyền thông phương Tây, như Redbook-tạp chí phụ nữ Mỹ, Kamasutra được mô tả là "Mặc dù nó đã được viết từ nhiều thế kỷ trước, nhưng vẫn không có cuốn cẩm nang tình dục nào tốt hơn, trong đó có hàng trăm tư thế, mỗi tư thế mang đến sự thay đổi tinh tế trong khoái cảm cho nam giới và phụ nữ."
Jyoti Puri, người đã có một bài phê bình và phê bình nữ quyền tác phẩm này, ông nói rằng "Kamasutra thường xuyên được trích dẫn không thể phủ nhận trong quan điểm phi phương Tây và tính cởi mở, lưu bút thật sự của một góc nhìn về tình dục" và "niềm tin đối với Kamasutra cung cấp một nhãn quan xuyên suốt về quan điểm tích cực, thậm chí là xuất chúng về tình dục". Tuy nhiên, theo Puri, đây là một cách giải thích thời kỳ thuộc địa và hậu thuộc địa đối với tác phẩm này. Những bài tường thuật này không gây được tiếng vang cũng như không cung cấp "tính chính trị về giới tính, chủng tộc, quốc tịch và giai cấp" ở Ấn Độ cổ đại được xuất bản bởi các nhà sử học khác, điều này cũng đồng nghĩa các nhận định được thêm và chỉ thịnh hành thời kỳ sau đó.
Theo Wendy Doniger, Kamasutra là một "kiệt tác văn hóa vĩ đại", một trong những thứ có thể truyền cảm hứng cho người Ấn Độ đương đại vượt qua "sự nghi ngờ và vui mừng" đối với di sản cổ xưa của họ.